# T-28 (Traktor)
Der T-28 (russisch T-28) ist ein sowjetischer und später usbekischer Traktor, der ab 1958 zuerst im Wladimirski Traktorny Sawod (kurz ВТЗ bzw. WTS) produziert wurde. Zusätzlich wurden spezielle Versionen für den Baumwollanbau in Usbekistan gebaut – bis 1970/72 in einem Montagewerk für Landtechnik in Taschkent, danach bis 1995 im Taschkentski Traktorny Sawod (kurz ТТЗ bzw. TTS). Insgesamt entstanden mindestens eine dreiviertel Million Exemplare des Fahrzeugs, das sich während der Produktionszeit insbesondere äußerlich stark veränderte.

## Fahrzeuggeschichte

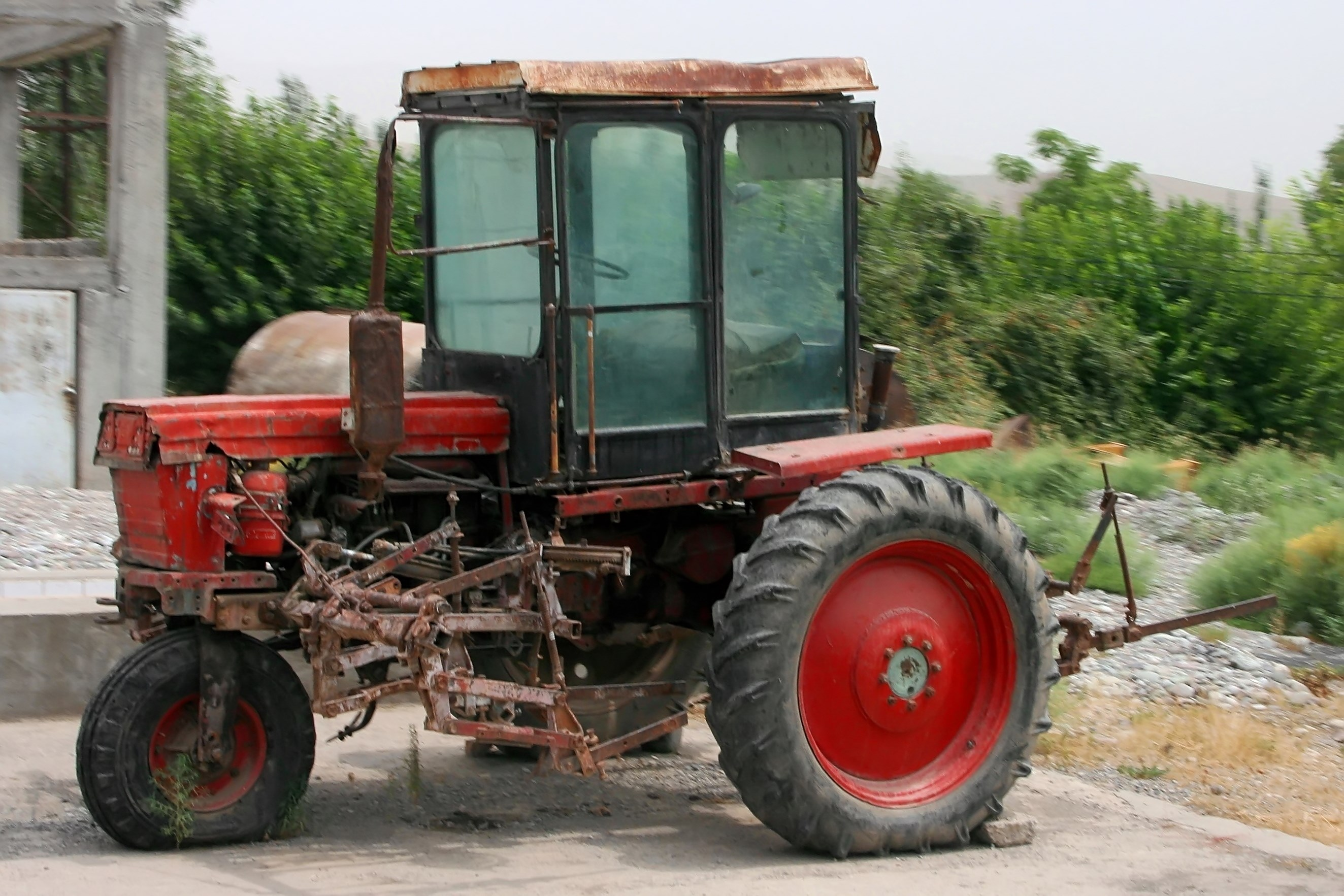
Ein T-28Ch3 aus der Fertigung von TTS, aufgenommen in Tadschikistan (2016)

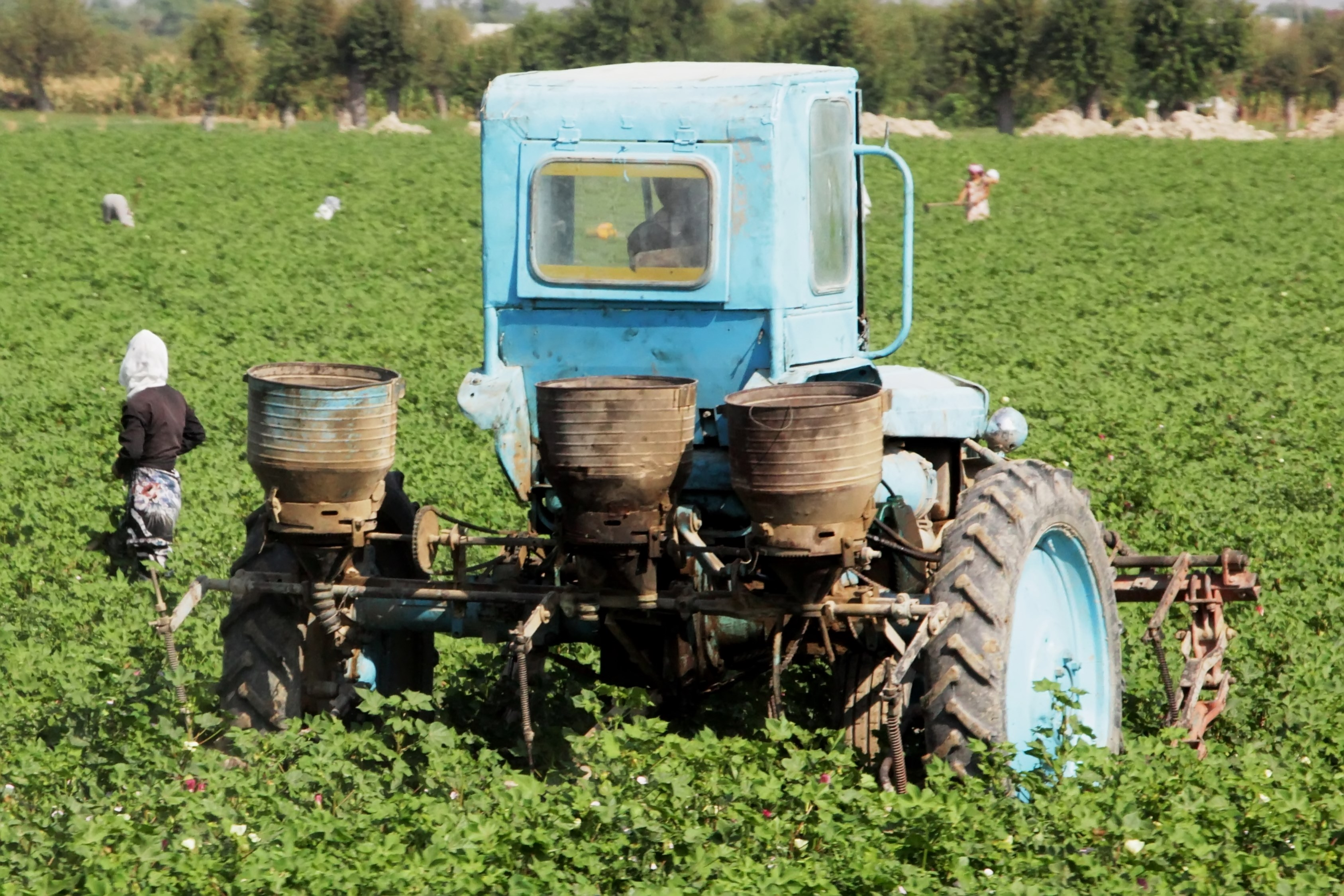
Ein T-28 von TTS, ebenfalls in Tadschikistan in einem Baumwollfeld. Gut zu erkennen ist die breite Hinterachse (2016)

Mit dem DT-24 hatte das Wladimirski Traktorny Sawod 1955 seinen ersten Traktor selbst entwickelt. Als Nachfolger für das Fahrzeug wurde ab 1958 der T-28 gebaut. Er unterschied sich insbesondere durch den stärkeren Dieselmotor vom Typ D28 mit einer Leistung von 28 PS (20 kW). Das auch als „Wladimirez“ (russisch «Владимирец») bezeichnete Fahrzeug wurde bis 1964 bei WTS produziert, in dieser Zeit entstanden etwa 82.500 Exemplare.
Bereits vom Vorgänger DT-24 hatte es ab 1956 eine dreirädrige Version für den Baumwollanbau gegeben. Diese wurde in einem Montagewerk in Usbekistans Hauptstadt Taschkent gefertigt, dem Usbekski Traktoro-sborotschny Sawod (russisch Узбекский тракторо-сборочный завод, übersetzt Usbekistaner Traktormontagewerk). Auch vom T-28 gab es unter der Bezeichnung T-28Ch ab 1960 eine solche Version, die nach unterschiedlichen Angaben bis 1970 oder 1972 im gleichen Werk gebaut wurde.
Im Wladimirski Traktorny Sawod konzentrierte man sich ab 1964 zunächst auf den Bau von Traktormotoren. Erst 1972 übernahm man die Fertigung des T-25 aus dem Charkowski Traktorny Sawod, womit es einen Nachfolger für den T-28 gab. Das Taschkenter Montagewerk gab die Fertigung des T-28 im Jahr 1970/72 an das Taschkentski Traktorny Sawod (TTS) ab, das ebenfalls in Taschkent ansässig war. Allerdings wurden weiterhin verschiedene Teile für den Traktor hergestellt und an TTS zugeliefert. Die Firma existiert noch heute als Taschkentski Agregatny Sawod und fertigt landwirtschaftliches Gerät.
Im Taschkentski Traktorny Sawod wurde das Fahrzeug noch bis 1995 gefertigt. Allerdings entstanden hauptsächlich Versionen für den Baumwollanbau, der in Usbekistan ein wichtiger Wirtschaftszweig ist. Es wurden andere Getriebe eingesetzt, wodurch eine geringere Höchstgeschwindigkeit von teilweise nur 14 km/h zu Stande kommt, allerdings existieren mehr Schaltstufen. Die maximale Spurweite der Hinterachse wurde auf 2400 mm erweitert, außerdem erhielten die Traktoren eine geschlossene Kabine und eine eckige Karosserie. Diese wandelte sich im Laufe der Produktionszeit mehrfach. Die Vorderachse ist einrädrig ausgeführt, um die hohen Baumwollpflanzen bei der Durchfahrt nicht abzuknicken. Zwischen 1960 und 1995 entstanden insgesamt 681.100 Exemplare der Baumwollversion, womit insgesamt rund 760.000 Traktoren vom Typ T-28 gebaut wurden. Über ein Nachfolgemodell bei TTS ist nichts bekannt.

## Modellvarianten
Innerhalb der langen Produktionszeit von insgesamt 37 Jahren gab es diverse Varianten und Ausführungen des Traktors, die sich in verschiedenen technischen Merkmalen unterschieden. Die nachfolgende Auflistung erhebt keinen Anspruch auf Vollständigkeit.
- T-28 – Grundversion aus Wladimir mit normaler Vorderachse und Antrieb der Hinterachse.
- T-28A – Version aus Wladimir mit Allradantrieb. Das Gewicht des Traktors stieg durch die zusätzlichen Komponenten um etwa 100 kg an.[6]
- T-28B – Gebaut bei WTS, wahrscheinlich ähnlich dem T-28, spezielle Funktion unbekannt.
- T-28P – Vierrädrige Version aus Usbekistan für Pflegearbeiten.
- T-28Ch – In Usbekistan gebaute Version für den Baumwollanbau mit nur einem Vorderrad. Später weiterentwickelt.
- T-28M, T-28M2 und T-28P2 – Versionen mit einem Achslastverstärker. (Durch eine mechanische Vorrichtung, der zwischen Anhängerdeichsel und Traktor eingehängt wird und die im Anschluss Druck erzeugt, kann die Last auf die Hinterräder vergrößert und somit die Bodenhaftung verbessert werden.)
- T-28M2, T-28Ch2 und T-28P2 – Statt des Dieselmotors D28 wurde der luftgekühlte Vierzylinder-Dieselmotor D37 aus dem T-40-Radtraktor verbaut, der 50 PS (37 kW) leistet.
- T-28Ch3 und T-28Ch4 – Modernisierte Versionen für den Baumwollanbau, alle dreirädrig und in Taschkent gebaut. Letzterer ebenfalls mit 50-PS-Motor ausgestattet und bereits ab 1968 im Taschkenter Traktormontagewerk gebaut.[3]

## Technische Daten
Die nachfolgenden Daten gelten für den T-28, soweit bekannt. Die Abmessungen beziehen sich auf die späteren Modelle aus Taschkent.
- Motor: Zweizylinder-Viertakt-Dieselmotor
- Motortyp: D28, später auch D37
- Leistung: 28 PS (20,6 kW) mit D28-Motor
- spezifischer Kraftstoffverbrauch: 205 g/PSh
- Zugkraft: maximal 5,89 kN
- Tankinhalt: 90 l
- Getriebetyp: handgeschaltetes Getriebe mit sechs Vorwärts- und zwei Rückwärtsgängen
- Geschwindigkeiten vorwärts: 0,45–25,1 km/h
- Antriebsformel: 4×2

Abmessungen und Gewichte
- Länge: 4075 mm
- Breite: 2100 mm bei nicht maximaler Spurweite
- Höhe: 2920 mm
- Spurweite: 1800–2400 mm
- Gewicht: 2200 kg, später bis 2630 kg
- Motorgewicht: etwa 300 kg